# Brian Raubenheimer
Brian Raubenheimer (Pietermaritzburg, KwaZoeloe-Natal, 19 juli 1940 – 21 juni 2021) was een Zuid-Afrikaans autocoureur die zich eenmaal voor een Formule 1-race heeft ingeschreven. Dit was in zijn thuisrace in 1965 voor het team Lotus, maar hij trok zich terug voor de start omdat zijn Ford-motor niet beschikbaar was.